# Abegondo
Abegondo – miasto w Hiszpanii, w prowincji A Coruña, we wspólnocie autonomicznej Galicja (Hiszpania). Miasto jest ważnym węzłem komunikacyjnym w pobliżu historycznego miasta Betanzos.

## Historia
Osadnictwo w tym rejonie datowane jest na czasy starożytne. Do 1835 było częścią miastu Betanzos.

## Demografia
Zmiany liczby ludności w Abegondo:
| Dane historyczne  | Dane historyczne | Dane historyczne |
| Rok               | Ludność          | Zm., %           |
| ----------------- | ---------------- | ---------------- |
| 1900              | 7376             | –                |
| 1910              | 7604             | 3,1%             |
| 1920              | 7776             | 2,3%             |
| 1930              | 8238             | 5,9%             |
| 1940              | 8890             | 7,9%             |
| 1950              | 8202             | −7,7%            |
| 1960              | 7335             | −10,6%           |
| 1970              | 6302             | −14,1%           |
| 1981              | 5912             | −6,2%            |
| 1991              | 5448             | −7,8%            |
| 2001              | 5729             | 5,2%             |
| 2006              | 5773             | 0,8%             |
| źródła: INE i IGE |                  |                  |